# A rák fémjelei

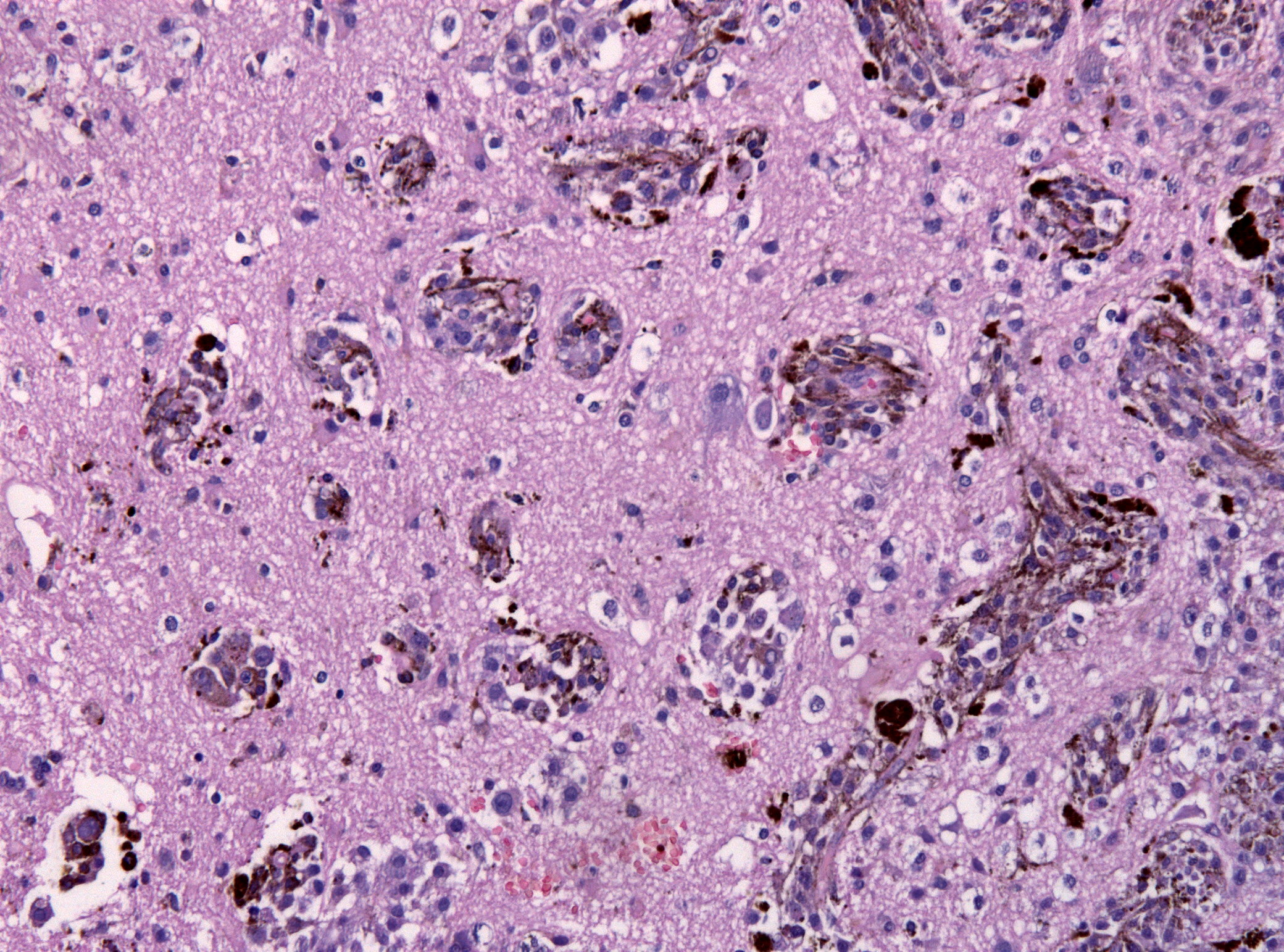
Melanomasejtek agyi beszűrődése

A rák tipikus jellegzetességeinek listája (röviden: a rák fémjelei, angol fordítása: The Hallmarks of Cancer) az USA-beli Douglas Hanahan és Robert Weinberg rákkutatók ötlete volt, koncepciójukat egy rangos, nemzetközileg lektorált folyóiratban a „Cell”-ben (magyarul Sejt) 2000 januárjában meg is jelentették.
A szerzők szerint a ráksejtek kialakulása nagyon bonyolult folyamat és működésük összetett rendszer DE néhány alapelv mentén szerveződik, amit érdemes számba venni és megvizsgálni.
Az írás azzal érvel, hogy minden ráktípusnak hat közös jellegzetessége („fémjelzése”) van, ennek a néhány alapvető szervező elveknek a mentén az egészséges sejtek átalakulhatnak rákos (rosszindulatú) tumorsejtté.
Ezek a fémjelek/tipikus jellegzetességek a következők: 
1. a rákos sejtek a saját osztódásukat fenntartják külső szabályozás nélkül (replikatív halhatatlanság)
2. ellenállnak gátló jelzéseknek, amik máskülönben megállítanák növekedésüket
3. ellenállnak a saját programozott sejthaláluknak (apoptózis-gátlás)
4. ösztönzik a vérerek kifejlődését a tumorok tápanyagellátásához (angiogenezis-indukció)
5. korlátlanul tudják magukat sokszorozni (telomer, telomeráz-gátlás)
6. invazív tulajdonságúak, a rákos sejtek migrációra képesek a helyi szövetekbe, és szétterjedhetnek távoli szövetekbe (metasztázis , áttét képzés).

A 2010. novemberi állapot szerint az írásra több mint 10 000-szer hivatkoztak más cikkek, és 2004–2007 között 20 000 alkalommal töltötték le.
Ez volt a 2011. márciusi állapot szerint a Cell újság legtöbbet idézett cikke.
Egy 2011-ben közzétett frissítésben ("Hallmarks of cancer: the next generation") Weinberg és Hanahan kiegészítette a tipikus rák sajátosságok listáját még több ponttal:
1., rendellenes anyagcsereutak felerősödése (sejt metabolizmus megváltozások)
2., a szervezet védekezési rendszerének (immunrendszer) kijátszása
valamint két rákos elfajulásokat lehetővé tevő tényező kialakulását:
3., kromoszóma-rendellenességek megjelenése és megbízhatatlan DNS-hibajavítás (genom instabilitás megjelenése)
4., gyulladásos környezet kialakítása.

## A rák jellegzetességeinek listája
A rákos sejtekben azok a (sejten belüli) molekuláris szabályozó mechanizmusok hibásodnak meg, amelyek meghatározzák, hogy milyen gyakran osztódjanak. Az egészséges sejtekben működő visszacsatolási mechanizmusokon alapuló osztódás-szabályozás nem működik a rákos sejtekben, így szinte korlátlanul tudnak osztódni.
A normális sejtek irányított folyamatok szerint növekszenek és osztódnak: Csak akkor növekednek, ha növekedési faktorok ösztönzik őket. Ha az osztódási folytat bármely pontján károsodás lép fel egy normál sejtben, akkor egy úgynevezett „molekuláris fék” megállítja az osztódás folyamatát, amíg a hibát a sejt kijavítja. Ha nem javítható károsodás lépett fel, akkor a normál sejtbe úgynevezett „öngyilkos” folyamat indul be (apoptózis), amely megakadályozza, hogy hibásan osztódó sejtek fennmaradjanak a szervezetben. A normál sejtek csak korlátozott alkalommal osztódhatnak, hiszen részei egy szövetszerkezetnek, lokálisan növekednek, és a tápanyagellátásukat a véráram lehetővé teszi. Ezzel szemben a rákos sejtek korlátlan osztódásához párosul, hogy nem történik pontos hibajavítás az osztódás során és a szöveti szabályozásnak nem megfelelő ráksejtek túlélhetnek. A hibás sejtek túlélését biztosító és így a rákos átalakulást előidéző lépéseket vette számba Hanahan és Weinberg, és alkotta meg A rák tipikus jellegzetességeinek listáját (röviden: A rák fémjeleit).

## A növekedési faktor-független osztódás
A rákos sejt nem igényel külső jelet (növekedési faktorokat) a sokszorozódáshoz.
Az egészséges sejteknek külső forrásból származó növekedési jelekre (növekedési faktorokra) van szükségük az osztódás elindításához, melyeket a sejtfelszíni receptorain keresztül érzékel nek. Ha a növekedési jelek/faktorok hiányoznak, megállnak a növekedésben.
Ezzel szemben a rákos sejt növekedhet és osztódhat külső növekedési jel/faktor nélkül is. Van olyan rákos sejt, amely elő tudja állítani a saját növekedési faktorait (autokrin úton termeli). Például a glioblastoma sejtek előállítják a saját, vérlemezkéből származó növekedési faktorukat (PDGF – Platelet-Derived Growth Factor), és a szarkómasejtek a saját tumornövekedési faktorjukat (TGF-α – Transforming growth factor alpha).
Maga a sejtfelszíni receptorok mintázata is megváltozik a ráksejteken és mutáció révén állandóan aktívvá válhat. Például gyomor-, agy- és mellrákban az epidermális növekedési faktor receptora (EGF-R/erbB), míg a HER2/neu receptor a gyomor- és a mellrákban hibásan működik, állandó osztódási jelet küldve a ráksejtbe, növekedési faktorok jelenléte nélkül is.

## Az osztódást-gátló faktorokkal/jelekkel szembeni érzéketlenség
A sejtciklus óra szerint osztódik G0-fázisban, a G1-fázisba lépéskor készül fel az osztódásra, majd az S-fázisban (szintézis) az osztódáshoz szükséges fehérjéket állítja elő. A G1-ből S-be jutás határán van egy úgynevezett molekuláris ellenőrző pont az osztódás folyamatában. Ha az osztódó egészséges sejt DNS-e károsodott, akkor az ellenőrzésben résztvevő fehérjék, mint a pRB (Retinoblastoma protein), megszakítják a folyamatot és aktiválják a hibajavítást. Amíg a károsodást ki nem javítja a sejt, addig nem tud az osztódás befejeződni. Ha a károsodás nem javítható, akkor a sejt öngyilkos lesz, és apoptózis lép fel. De ha a pRB maga károsodott, akkor a hibás sejt javítás nélkül folytatja az osztódást – ez a rák kialakulás egyik alappillére (egyik fémjele): Ha a pRB-fehérje aktivitása csökken és lehetővé válik az osztódás, akkor is, ha a károsodott sejt nem javítja ki a hibáit. Így az utódsejtek is megkapják azt a képességüket, hogy hibás genommal tovább éljenek, sőt osztódjanak, anélkül, hogy meghalnának.

## A programozott sejthalál elkerülése
Az apoptózis kijátszása. Az apoptózis (más néven programozott sejthalál vagy sejtöngyilkosság) olyan mechanizmus, amelyben a sejt egy szabályozott folyamatban megsemmisül károsodás esetén. A rákos sejtek jellemzően képesek kikerülni ezt a szabályozást, és nem indulnak el bennük a sejtpusztító folyamatok.
Az apoptózis gépezete felosztható érzékelőkre, amelyek figyelik a sejt szokatlan viselkedését, és beavatkozókra, amelyek kiváltják az apoptózist.
Az érzékelők figyelik a sejt DNS-károsodását, vagy onkogén kifejeződését, vagy a környezet oxigénszegénységét (hypoxia). Figyelik a túlélési jeleket a sejtmátrixból és a szomszédos sejtekből. A szenzorok tartalmazzák az IGF-1/IGF2–t és ezek IGF-1R receptorait; az IL-3–t és ennek receptorát.
A beavatkozók az apoptózis beindítói/kivitelezői, a FAS-ligand és ennek receptora vagy a TNF-α-t és ennek receptora.
A p53 egy ilyen tumorszupresszor fehérje, mely A DNS-károsodásra válaszul apoptózist indít el a normális sejtekben, és ez a rák ellenőrzésének fő mechanizmusa egészséges esetben. De a ráksejtek túlélésük érdekében a p53-at kiiktatják (mutációval), így nem meglepő, hogy a p53 a rákok több mint 50%-ában hibásan működik.

## Korlátlan szaporodási képesség
Egy egészséges sejt bizonyos számú osztódás után meghal. Ezzel szemben, a rákos sejt osztódásában nincs korlát, és képes meghatározatlan számú osztódásra (halhatatlanság).
Az emlősök sejtjének létezik egy belső programja (úgynevezett Hayflick-féle határ), amely meghatározza, hogy hány osztódásra képes a sejt, és korlátozza az osztódások számát (nagyságrendileg 60-70 kettőződésre) ez után a sejt az öregedés szintjére ér és nem osztódik többet.
Ezt a korlátozás kikerülik a ráksejtek. Az említett pRB és a p53 (tumor szupresszor) fehérjék hatástalanításával a rákos sejtek osztódását már semmi nem szabályozza. Így lehetővé válik, hogy a tumorsejt a kettőződés folyamatát korlátozás nélkül folytassa. Ez az állapot egyébként nagyon ritka egészséges szervezetben: véletlenszerű (10−7 valószínűségű) felbukkanással járó állapot.
A legtöbb rákos sejt halhatatlanná válásához még egy lépésre van szükség: a rákos sejtekben a sejtkettőződést visszaszámláló eszközre, az úgynevezett telomer működésnek a megváltoztatására. A telomer a kromoszómák végén lévő DNS-rész, amely minden egyes sejtciklusban megrövidül, amíg teljesen el nem fogy ez a DNS-rész. A normál sejtben a telomeráz enzim végzi osztódásonkénti telomer-rövidítést. Sok rákos sejt beleavatkozik a telomeráz enzimnek a szabályozásába és működésébe, ezzel kiiktatva a végtelen osztódáshoz szükséges még egy gátló folyamatot.

## Az érképződés aktiválása
Érképzés az a folyamat, amelynek során új véredények alakulnak ki. A rákos sejt láthatóan képes a folyamatot beindítani annak biztosítására, hogy megkapja a folyamatos oxigén- és tápanyag-ellátást.
A rákos sejteknek a tumor kialakulás első fázisaiban még hiányzik az érképző képességük, ami korlátozná a terjedési képességüket. Ilyenkor a tumor csak lokálisan képez problémát, és csak addig tud nőni, amíg a meglévő érhálózat szállít a tumor közelébe tápanyagot. De a folyamat későbbi fázisaiban, a tumor a növekedése érdekében a vérellátáshoz szüksége érképzés indukálásának képességét is kifejleszti.
Az érképződést az érfalhámsejt növekedési faktora (VEGF – Vascular Endothelial Growth Factor) meg a savas és lúgos fibroblaszt növekedési faktora (FGF 1/2), amely az endotel sejtek növekedési faktora, indukálja.
Az érképzést gátolja a thrombospondin-1, amely a CD36 molekulához kötődik. A thrombospondin-1 fehérjét a p53 szabályozza, így a p53 elvesztése a ráksejtekben lehetővé teszi az érképződést is.
Az anti-VEGF antitestek lassították a daganatok növekedését egerekben. Ezért ez és más anti-angiogenezis összetevő kutatása intenzíven folyik napjainkban is mint potenciális Anti-tumor terápiás módszer.

## Az áttétképzés képessége
A rákos sejt kitörhet az eredeti szövet környezetéből, a véráram segítségével eljutva távoli szövetekbe is. Ez a folyamat a szétszóródás/áttétképzés (metasztázis).
Az elsődleges daganat úttörő sejteket halmoz fel (pioneer cells), amelyek elárasztják a szomszédos szöveteket és távoli helyekre elutazva áttéteket alapíthatnak. Az újonnan alakult áttétekben a rákos sejtek megtelepszenek az új szöveti környezetben, újabb erek fejlődését indukálják a befogadó normál szövetben, és egy újfajta rákot hoznak létre.
A primer tumorban megjelenő, mozgásra képes tumorsejtek elvesztik a saját szövetükre jellemző sejt-sejt kapcsolatokat, majd megtelepedve egy új szövetben a lokális sejt-sejt kapcsolatokat újra ki kell alakítaniuk. A sejt-sejt kapcsolatokat kialakító molekulák (cell adhesion molecules: CAMs, cadherinek és integrineken) szintje meghatározó a metasztázis képzés folyamatának hatékonyságában. Úgyszintén fontos indikátora az áttét kialakulásának a sejteket körülvevő mátrixot átrendezni képes mátrixlebontó proteázok szintjének. Ilyen proteázok szükségesek az invázió elősegítéséhez a támasztószöveten keresztül és az érrendszer falain keresztüli átlepésekhez.

## Fordítás
- Ez a szócikk részben vagy egészben  a   The Hallmarks of Cancer című angol Wikipédia-szócikk ezen változatának fordításán alapul.  Az eredeti cikk szerkesztőit annak laptörténete sorolja fel. Ez a jelzés csupán a megfogalmazás eredetét és a szerzői jogokat jelzi, nem szolgál a cikkben szereplő információk forrásmegjelöléseként.